# Geonomía
La geonomía es la ciencia que estudia las relaciones entre las sociedades y su entorno natural.

## Historia
Una vez que el biólogo alemán Ernst Haeckel creó, el primero, en 1866 el término ecología, que significa «conocimiento de la casa» (entendía por casa nuestro planeta y su biosfera), era necesario encontrar un término que signifique «gestión de la casa», en el sentido haeckeliano de «gestión de nuestro planeta y su biósfera, y de nuestras relaciones con él». No se podía emplear la palabra economía (cuando «gestión de la casa» tiene justamente este significado), porque ese término que debemos a Xenofón y Aristóteles, ya se empleaba, aunque con un significado estrictamente productivista. Uno de los alumnos de Haeckel, el naturalista y oceanógrafo rumano Gregorio Antipa (1867-1944), tuvo entonces la idea de emplear en 1909 la palabra “geonomía”, que se lo debemos al geólogo austrohúngaro Gyula Szádeczky-Kardoss (1860-1935) y que significa «gestión de la tierra», para describir el sistema de gestión racional de los recursos naturales de las cuencas del Danubio y del mar Negro, que él mismo estableció a partir de 1898 con el apoyo del rey Carlos I de Rumanía. Este sistema tenía como objetivo facilitar la navegación, aumentar la producción de peces y cañas y disminuir la biomasa de mosquitos, sin comprometer los equilibrios ecológicos ni el papel de filtro y de esponja que desempeñan las zonas húmedas cuando hay crecidas. No obstante, el término de «geonomía» ya existía en rumano en 1900, pero su significado era más geofísico: «La geonomía es una rama de la geología que trata de las leyes físicas que presiden las transformaciones de la forma superficial de la Tierra».

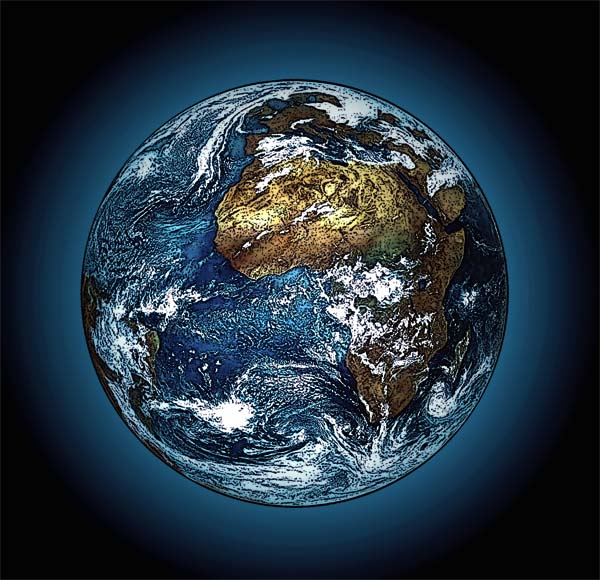
La Tierra vista desde el espacio

Después de la Primera Guerra Mundial, el geógrafo francés Albert Demangeon introdujo el término de geonomía en Occidente. Lo conoció gracias a su colega Emmanuel de Martonne, que trabajó en Rumanía, país que fue objeto de varias memorias suyas y cuyas nuevas fronteras había dibujado en 1918. Pero la palabra “geonomía” siguió siendo poco utilizada hasta que Andrés Cholley la empleó en su Guía del estudiante en geografía, publicada en 1942. A partir de 1947, Maurice François Rouge, del Instituto de Urbanismo de París, plasma esa definición internacional: «La geonomía es una disciplina nueva de la acción, distinta del urbanismo y de la geografía, es la ciencia de la organización del espacio, que estudia las estructuras y los equilibrios que afectan a la ocupación de los suelos, bajo el triple aspecto de la geografía, la sociología y la economía». En los años 1970-2000 el término fue empleado otra vez por el geógrafo Felipe Pinchemel y por el biólogo ecologista y etologista François Terrasson del Museo Nacional de Historia Natural de Paris, en sus trabajos sobre una concentración parcelaria no destructiva en cuanto a los setos en Francia, y sobre la reconstrucción del entorno en las islas Galápagos.
Aunque según sus promotores y usuarios tiene un gran futuro, a la vista de las amenazas actuales sobre los equilibrios medioambientales y climáticos de nuestro planeta, la palabra geonomía ha desaparecido, sin embargo de las enciclopedias para el gran público, y hoy se emplea a menudo como sinónimo de «georgismo» o de «ordenación del territorio». Según François Terrasson, este desconocimiento se explica por el «pensamiento dual» desarrollado durante el XIX y el XX, pensamiento que opone el hombre a la naturaleza y la economía a la ecología. Tampoco ha sido adoptada en inglés, aunque algunos científicos eminentes como James Lovelock, Stephen Jay Gould o Jared Diamond tengan una aproximación típicamente geonómica.

## Especificidad

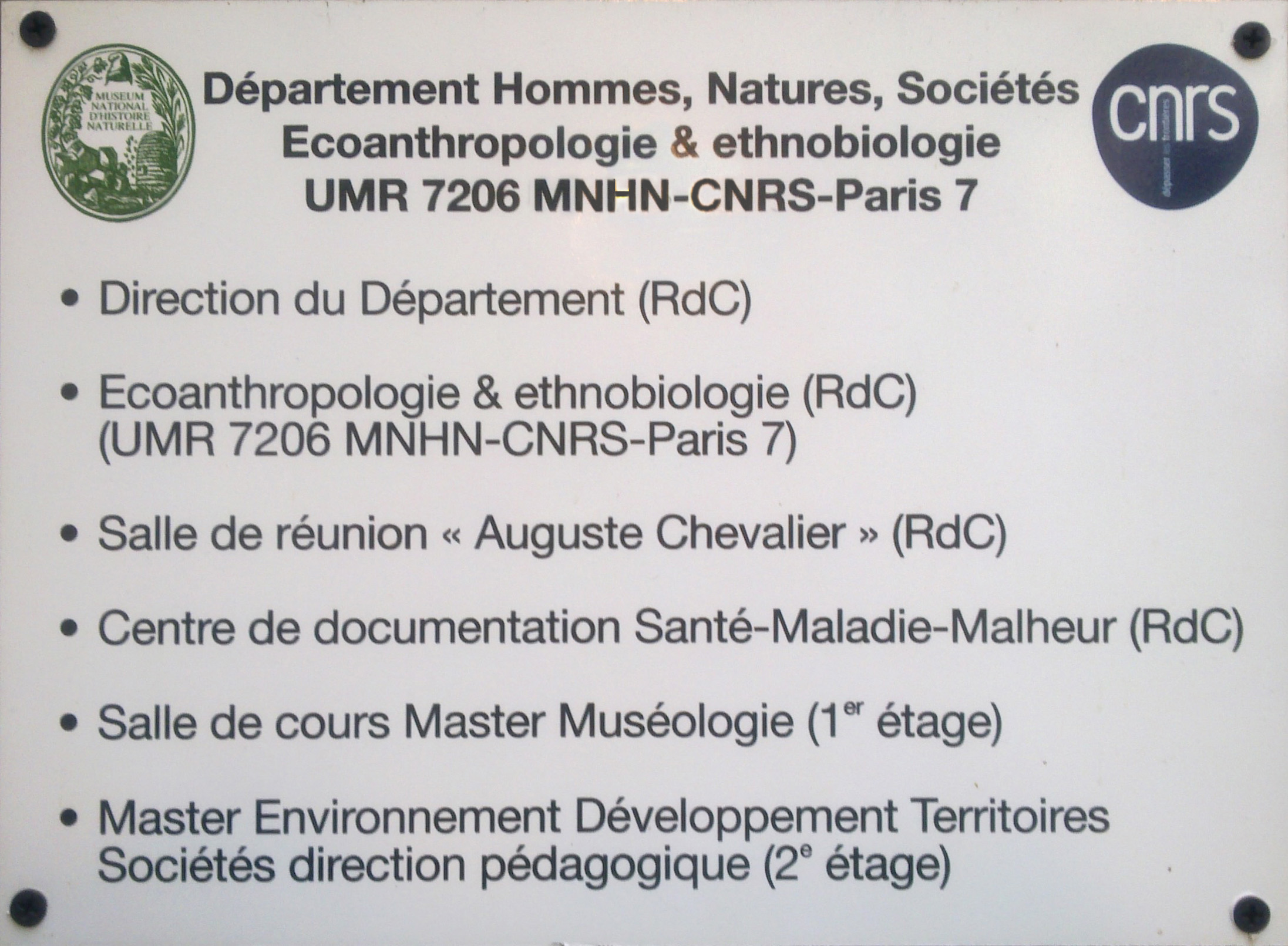
La geonomía en el Museo Nacional de Historia Natural de Francia.

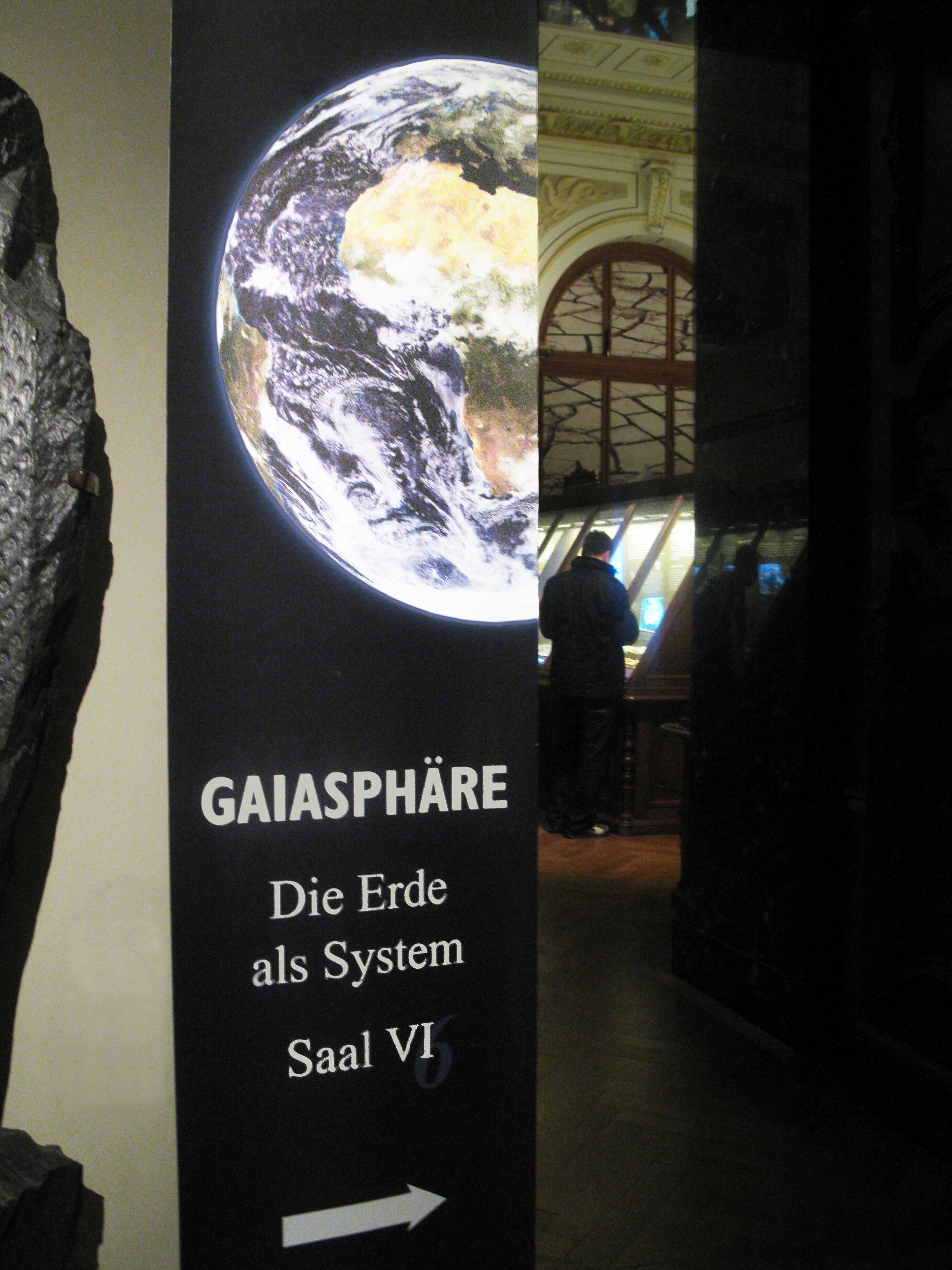
La geonomía en el Museo de Historia Natural de Viena, en Austria.

No obstante, la geonomía es una ciencia en sí misma, a la vez teórica y aplicada, que estudia los usos, el «consumo» y la reacción de los medios, que puede experimentar o preconizar determinadas acciones. A la vez descriptiva a partir de medidas, conceptual en términos de modelos y predictiva por la proyección de fenómenos observados, la geonomía permite conocer en qué condiciones se elaboran las transformaciones que tienen repercusiones en nuestra vida cotidiana. Permite sobre todo prever las consecuencias de nuestras decisiones por medio de los estudios de impacto. Puede mostrarnos cómo sobrevivir como especie en este planeta en continua transformación que habitamos y también lo que puede amenazar nuestra supervivencia. Desde 1953, en el marco de su curso sobre organización del espacio en la Escuela Práctica de Altos Estudios de Paris (E.P.H.E.), Maurice-François Rouge define así la geonomía: «Es un conjunto de conocimientos científicos tomados de las ciencias y disciplinas de base (geografía física y humana, geología, pedología, climatología, ecología, demografía, sociología, economía...) que se aprovechan para describir la realidad de los espacios y las leyes y condiciones de sus posibles modificaciones; después una serie de combinaciones de estos aportes, con la ayuda de diferentes técnicas (matemáticas, cartográficas, estadísticas...) que constituyen los medios utilizados por el geonomista en su “arte” de buscar las mejores soluciones».
El geonomista considera que los problemas de la economía, del clima, del medio ambiente están unidos y, por lo tanto, las soluciones también deben estarlo. En esta perspectiva, ecología y economía no pueden seguir lógicas contrarias, sino que representan dos aspectos de una misma realidad. La geonomía busca respuestas a esos problemas con el objeto de intentar dejar a nuestros descendientes un mundo que siga siendo habitable para nuestra especie y para otras. Para un geonomista, historia natural e historia humana son solo una misma historia. La tierra, el agua, el clima, la biosfera, la humanidad forman un todo y dependen los unos de los otros. Aprender a descifrar el pasado es comprender mejor nuestro presente y anticipar mejor nuestro futuro. La hipótesis Gaia emitida por James Lovelock y sus colegas, así como los trabajos de Jared Diamond revelan un discurso típicamente geonómico, aunque sus autores no hayan empleado dicho término.

## Teoría de las pulsaciones
El discurso geonómico explica, como lo ha hecho entre otros Jared Diamond, la expansión de ciertos grupos humanos o civilizaciones por causas esencialmente medioambientales, que han permitido una expansión demográfica, cultural y militar. La aparición de anticuerpos o de defensas contra una endemia (por ejemplo las hematías falciformas contra los plasmodes del paludismo), la explotación de un nuevo recurso (por ejemplo los animales domésticos o los metales) y la emergencia de una nueva tecnología cualquiera (por ejemplo la irrigación o la metalurgia del hierro) pueden explicar las bruscas expansiones de los indoeuropeos, de los bantús, de los turcos o de los austronesios, por ejemplo. Pero al cabo de un tiempo, esas expansiones se agotan y se vienen abajo. En Oceanía, en los casos de las islas Henderson o de de Pascua y en Europa, es fácil unir acontecimientos naturales y acontecimientos históricos. Por ejemplo, el periodo de abandono de numerosos emplazamientos de población agrícola en los siglos XIII a IX antes de Cristo en Italia y Grecia coincide con las grandes erupciones de los volcanes Thera, Etna y Vesubio, la crisis del siglo III o el periodo de grandes invasiones del siglo IV al X de nuestra era coinciden con los emperoamientos climáticos en Eurasia septentrional. También son bien conocidos los efectos de las grandes epidemias, como la peste negra en Europa en el siglo XIV. Estas alternancias de expansión y de hundimiento forman la teoría de las «pulsaciones» descrita por Jared Diamond en sus libros Armas, gérmenes y acero y Colapso («hundimiento»). Bajo esta óptica, como lo explica Diamond y también Al Gore en su película Una verdad incómoda o Leonardo DiCaprio en su película La hora once, la reciente civilización tecnológica mundial y sus seis u ocho mil millones de habitantes constituye una pulsación que se explica esencialmente por el acceso a las combustibles fósiles y al uranio; cuando se agoten, dentro de medio siglo o de cinco siglos, y no importa los progresos de la tecnología de aquí a entonces, las energías disponibles se limitarán otra vez a las energías renovables, como antes de la era del carbón, y la humanidad tendrá que volver a menos de mil millones de habitantes y a tecnologías que no necesitan emplear o transformar hidrocarburos o uranio. El objetivo de la geonomía es, en esta transición, anticipar los fenómenos de manera que la hagan lo menos violenta y conflictiva posible.

## Críticas
En su artículo titulado «Del genocidio al ecocidio: la violación de los Rapa Nui», el antropologista social inglés Benny Peiser critica las interpretaciones geonómicas de Jared Diamond, acusándolo de pseudociencia. Sin embargo, el político y geoquímico francés Claude Allègre, Benny Peiser y sus acólitos ignoran los hechos que contradicen sus teorías (por ejemplo, al negar el hecho de que muchas migraciones e invasiones humanas han sido consecuencia de una degradación importante de sus ecosistemas de origen o de empeoramientos climáticos, hechos sin embargo contrastados por investigaciones arqueológicas). Pero, los críticos de la teoría geonómica afirman que, por una parte, esas correlaciones son a menudo difíciles de fechar con precisión, y por otra parte «correlación» no quiere decir «prueba», y las huellas de violencia asociadas a esos abandonos o a esas invasiones pueden haber tenido causas sociales, como por ejemplo el crecimiento demográfico y la jerarquización en el seno de las sociedades llamadas bárbaras en plena transformación bajo la influencia de los imperios meridionales (Roma, Bizancio, China...) objetos de su codicia. Sin embargo, esas controversias no afectan a los geonomistas activos, que subrayan que las causas de un fenómeno y las soluciones a los retos actuales no son nunca únicos.

## Filmografía
- Richard Fleischer, Cuando el destino nos alcance, 1973.
- Godfrey Reggio, Koyaanisqatsi, 1983.
- Jorge Furtado, Ilha das Flores, 1989.
- Kevin Reynolds, Rapa Nui, 1994.
- Al Gore, Una verdad incómoda, 2006.
- Franny Armstrong (en), El edad de la tontería, 2007.
- Leonardo DiCaprio, La hora once, 2007.
- Nicolas Hulot, El síndrome del Titanic 2009.
- Coline Serreau, Soluciones locales por un desórden global, 2010.